# Leucophora tenuirostris
Leucophora tenuirostris este o specie de muște din genul Leucophora, familia Anthomyiidae. A fost descrisă pentru prima dată de Wulp în anul 1896. Conform Catalogue of Life specia Leucophora tenuirostris nu are subspecii cunoscute.